# 미아 바시코프스카
미아 바시코프스카(폴란드어: Mia Wasikowska, 1989년 10월 14일 - )는 오스트레일리아의 여자 배우이다. 폴란드 태생 사진 작가 마제나 바시코프스카(Marzena Wasikowska)와 오스트레일리아의 사진가 겸 콜라주 화가 존 리드(John Reid) 사이에서 삼남매 가운데 둘째로 태어났다.
오스트레일리아의 텔레비전과 영화에서 배우로 경력을 시작한 그녀는 미국 HBO 텔레비전 드라마 《인 트리트먼트》 시리즈에 출연하면서 비평가들의 극찬을 받아 대중에게 널리 알려지게 되었다. 미화로 10억 불 이상의 매출을 올린 2010년 팀 버튼의 영화 《이상한 나라의 앨리스》에서 앨리스로 출연하면서 세간의 주목을 받았으며, 그 덕분에 할리우드 영화제에서 가장 큰 발전을 한 여자배우상을 수상하였다.

## 출연작 목록

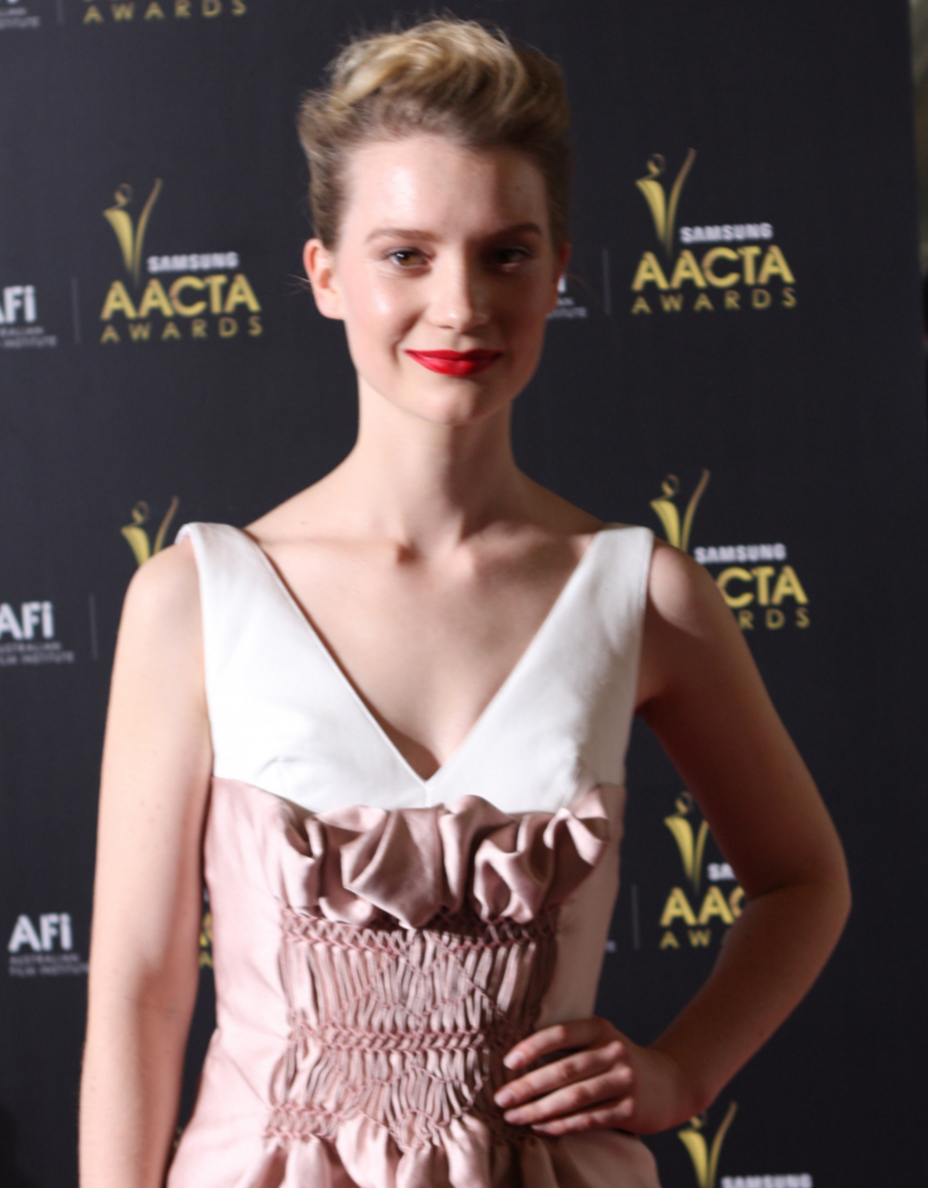
2012년 AACTA 어워드에서의 바시코프스카

### 영화
| 연도 | 제목                              | 원제                                       | 배역              | 비고          |
| ---- | --------------------------------- | ------------------------------------------ | ----------------- | ------------- |
| 2006 | 서버번 레이디                     | Suburban Mayhem                            | 릴리야            |               |
| 2006 | 이브                              | Eve                                        | 이브              | 단편 영화     |
| 2007 | 렌즈 러브 스토리                  | Lens Love Story                            | 소녀              | 단편 영화     |
| 2007 | 스킨                              | Skin                                       | 에마              | 단편 영화     |
| 2007 | 코제트                            | Cosette                                    | 코제트            | 단편 영화     |
| 2007 | 9월                               | September                                  | 어밀리아 해밀턴   |               |
| 2007 | 로그                              | Rogue                                      | 셰리              |               |
| 2008 | 내 사랑 사라 제인                 | I Love Sarah Jane                          | 사라 제인         | 단편 영화     |
| 2008 | 여름 방학                         | Summer Breaks                              | 카라              | 단편 영화     |
| 2008 | 디파이언스                        | Defiance                                   | 차야 지엔치엘스키 |               |
| 2009 | 그날 오후: 지는 해를 보기 싫었다  | That Evening Sun                           | 패멀라 쇼트       |               |
| 2009 | 아멜리에: 하늘을 사랑한 여인      | Amelia                                     | 엘리너 스미스     |               |
| 2010 | 이상한 나라의 앨리스              | Alice in Wonderland                        | 앨리스 킹즐리     |               |
| 2010 | 에브리바디 올라잇                 | The Kids Are All Right                     | 조니              |               |
| 2011 | 제인 에어                         | Jane Eyre                                  | 제인 에어         |               |
| 2011 | 레스트리스                        | Restless                                   | 애너벨 코튼       |               |
| 2011 | 앨버트 놉스                       | Albert Nobbs                               | 헬렌 도스         |               |
| 2012 | 로우리스: 나쁜 영웅들             | Lawless                                    | 버사 미닉스       |               |
| 2013 | 스토커                            | Stoker                                     | 인디아 스토커     |               |
| 2013 | 오직 사랑하는 이들만이 살아남는다 | Only Lovers Left Alive                     | 에이바            |               |
| 2013 | 트랙                              | Tracks                                     | 로빈 데이비드슨   |               |
| 2013 | 더블: 달콤한 악몽                 | The Double                                 | 해나              |               |
| 2014 | 맵 투 더 스타                     | Maps to the Stars                          | 애거사 와이스     |               |
| 2014 | 마담 보바리                       | Madame Bovary                              | 에마 보바리       |               |
| 2015 | 나이팅게일과 장미                 | Oscar Wilde's The Nightingale and the Rose | 나이팅게일        | 단편 영화     |
| 2015 | 크림슨 피크                       | Crimson Peak                               | 이디스 쿠싱       |               |
| 2016 | 거울 나라의 앨리스                | Alice Through the Looking Glass            | 앨리스 킹즐리     |               |
| 2017 | 철의 심장을 가진 남자             | The Man with the Iron Heart                | 애나 노백         | [ 8 ] [ 9 ]   |
| 2018 | 댐즐                              | Damsel                                     | 퍼넬러피          | [ 10 ] [ 11 ] |
| 2018 | 피어싱                            | Piercing                                   | 재키              |               |
| 2019 | 주디와 펀치의 위험한 관계         | Judy and Punch                             | 주디              |               |
| 2019 | 완벽한 가족                       | Blackbird                                  | 애나              |               |
| 2020 | 악마는 사라지지 않는다            | The Devil All the Time                     | 헬렌 해튼         |               |
| 2021 | 베르히만 아일랜드                 | Bergman Island                             | 에이미            |               |
| 2023 | 클럽 제로                         | Club Zero                                  |                   |               |

### 텔레비전 드라마
| 연도    | 제목          | 원제         | 배역      | 비고                                                 |
| ------- | ------------- | ------------ | --------- | ---------------------------------------------------- |
| 2004-05 | 올 세인츠     | All Saints   | 릴리 왓슨 | "Out on a Limb", "Sins of the Mothers" 에피소드 출연 |
| 2008    | 인 트리트먼트 | In Treatment | 소피      | 9회분 출연                                           |

## 연출 영화
| 연도 | 제목    | 원제        | 역할       | 비고                  |
| ---- | ------- | ----------- | ---------- | --------------------- |
| 2013 | 더 터닝 | The Turning | 감독       | "Long, Clear View" 편 |
| 2015 | 매들리  | Madly       | 감독, 각본 | "Afterbirth" 편       |